# Inteligencja wieloraka
Inteligencja wieloraka (ang. multiple intelligences) – teoria opracowana przez Howarda Gardnera w 1983. 
Gardner podzielił inteligencję na 8 odrębnych bloków. Wartości różnią się pomiędzy społeczeństwami, zgodnie z tym co dla danego społeczeństwa jest potrzebne, użyteczne i cenione.
Do pomiaru tego rodzaju inteligencji potrzeba zastosowania znacznie dokładniejszych testów niż w przypadku standardowego pomiaru inteligencji. Teoria wymaga obserwacji oraz oceny jednostki w różnych sytuacjach życiowych.
W ostatnich latach, badacze zaczęli się dokładnie zajmować jednym z rodzajów inteligencji - inteligencją emocjonalną, która jest związana z pojęciami inteligencji interpersonalnej oraz inteligencji intrapersonalnej w koncepcji Gardnera.

## Osiem inteligencji według Gardnera
| Typ inteligencji       | Przykładowy kierunek rozwoju             | Kluczowe komponenty |
| ---------------------- | ---------------------------------------- | --- |
| logiczno-matematyczna  | naukowiec, matematyk                     | Wrażliwość oraz zdolność do dostrzegania wzorców logicznych lub liczbowych; zdolność prowadzenia długiego ciągu rozumowania.                                                    |
| językowa               | poeta, dziennikarz                       | Wrażliwość na dźwięk, rytmy i znaczenie słów; wrażliwość na różne funkcje języka.                                                                                               |
| przyrodnicza           | biolog, ekolog                           | Wrażliwość na różnice pomiędzy gatunkami; zdolność do subtelnej interakcji z żyjącymi stworzeniami.                                                                             |
| muzyczna               | kompozytor, skrzypek                     | Wrażliwość na rytmy, wysokość i barwy dźwięków, ich rozumienie i zdolność do tworzenia; rozumienie form ekspresji muzycznej.                                                    |
| przestrzenna           | pilot, nawigator, rzeźbiarz              | Umiejętność trafnego postrzegania świata wzrokowo-przestrzennego i analizowania swoich pierwotnych percepcji.                                                                   |
| cielesno-kinestetyczna | tancerz, sportowiec                      | Umiejętność kontrolowania własnych ruchów ciała i zręczność w radzeniu sobie z przedmiotami.                                                                                    |
| interpersonalna        | terapeuta, sprzedawca                    | Umiejętność dostrzegania i właściwego reagowania na nastroje, temperament, motywacje i pragnienia innych ludzi.                                                                 |
| intrapersonalna        | osoba o szczegółowej, trafnej samowiedzy | Dostęp do własnych uczuć, umiejętność ich rozróżniania oraz polegania na nich przy kierowaniu zachowaniem; znajomość własnych mocnych stron, słabości, pragnień i inteligencji. |

Teoria nie ma żadnych empirycznych dowodów i sama w sobie nie jest szczegółowo opisana, wyjaśniona (co znacząco utrudnia przeprowadzenie jakichkolwiek badań naukowych mogących ją potwierdzić lub obalić), przez co jest powodem krytyki wielu psychologów.